# فيرجيليو تيكسيرا
فيرجيليو تيكسيرا (بالهولندية: Virgilio Teixeira)‏ (11 أغسطس 1973 بلاهاي في هولندا - ) هو لاعب كرة قدم هولندي في مركز الدفاع. لعب مع آر كي سي فالفيك وأدو دين هاغ وSVV Scheveningen ‏.

## وصلات خارجية
- فيرجيليو تيكسيرا على موقع قاعدة بيانات كرة القدم.إي يو (الإنجليزية)